# Divadlo kjógen
Divadlo kjógen je brněnský divadelní soubor, který se od roku 2005 věnuje pravidelnému uvádění tradičního japonského žánru kjógen v českém prostředí.

## Žánrkjógen
Fraška kjógen (v překladu bláznivá slova) je starobylá tradiční japonská divadelní komedie, tradičně vkládána mezi dvě hry nó. Tyto dva divadelní žánry se vyvíjely společně z původně čínského sarugaku (opičí hry), které se do Japonska dostalo v 8. století n. l. Pevné fixace dosáhla fraška kjógen a divadlo nó v polovině 14. stol. Původně byly obě formy určeny vyšším sociálním vrstvám – šlechtě a samurajům. Hlavním účelem frašky kjógen bylo rozptýlení publika po zhlédnutí vážného, meditativního žánru nó. Později se začal kjógen provozovat také samostatně. V roce 2001 byl zapsán na seznam světového kulturního dědictví UNESCO.

## Historie
Jako první se v České republice realizací frašky kjógen začal zabývat v 70. a 80. letech český dramatik, mim a režisér Hubert Krejčí. Počátek této aktivity byl součástí širokého inspiračního zdroje v asijských divadelních formách, ze kterých Krejčí čerpal.
Významným mezníkem ve vývoji frašky kjógen v České republice je především Krejčího překlad, úprava a realizace kjógenu Kostra, její obal a mnich. Premiéra této frašky proběhla v roce 1993 ve slovenské Skalici. Tento kjógen otevřel českým divadelníkům cestu intenzivního studia japonských frašek a později vstoupil do repertoáru Divadla kjógen. V této počáteční fázi Hubert Krejčí spolupracoval s herci Igorem Dostálkem a Ondřejem Hýblem.
V roce 1996 byla uzavřena smlouva o partnerství mezi Kjótem a Prahou, která otevřela cestu propojení tradičního japonského scénického umění a českých divadelníků. V roce 1998 v rámci “Týden kultury města Kjóto v Praze” uvedl Ctibor Turba komedii dell'arte inspirovanou kjógenem (Bóšibari – Připoutaný k tyči).
Dalším mezníkem pro rozvoj a uvádění kjógenů v Čechách a na Moravě byl 1. divadelní workshop japonských frašek kjógen s mistrem Šigejamou Šimem, uskutečněný v srpnu roku 2000. Na tomto workshopu byly realizovány kjógeny Kaki jamabuši a Fusenai-kyo.
Hry Kaki jamabuši, Student a volavka a Kostra, její obal a mnich se nadále uváděly při různých příležitostech pod vedením Huberta Krejčího, od roku 1998 v nich účinkuje i Ondřej Hýbl, později pak Igor Dostálek, Tomáš Pavčík a další.
V roce 2004 byl v České republice uspořádán druhý workshop frašky kjógen, který vedl mistr Šigejama Šime a byl na něm realizován druhý originální kjógen (Kučimane – Papouškování) pod vedením japonského profesionálního herce tradiční školy Ókura z Kjóta.
Z iniciativy českého dramatika, režiséra a mima Huberta Krejčího, japanisty Ondřeje Hýbla a představitele kjótské tradiční školy Ókura mistra Šigejamy Šimeho se v roce 2004 rekrutovala skupina mladých divadelníků, kteří se začínali pravidelně frašce kjógen věnovat. V roce 2005 tato skupina mladých divadelníků založila soubor Malé divadlo kjógenu, jako profesionální divadelní soubor, registrovaný jako občanské sdružení. V tomto období byli členy souboru: Ondřej Hýbl, Igor Dostálek, Pavel Drábek, Tomáš Pavčík, Ondřej Havlík.

## Poetika divadla
Divadlo kjógen se zabývá především studiem, realizací a uváděním japonských frašek kjógen v českém jazyce. Aby nedošlo k porušení japonské poetiky, soubor pravidelně spolupracuje s japonskými divadelníky, kteří pomáhají nastudovat novou frašku kjógen, která je pak zařazena do pravidelného repertoáru divadla.
Velmi důležité je jazykové převedení textu z japonského originálu do českého prostředí – tomu se věnuje především japanista Ondřej Hýbl, který se mimo jiné věnuje překladatelské činnosti a tlumočení. Český překlad se snaží zachovat původní význam textu a konotace japonského středověkého prostředí.
Divadlo kjógen se při přenosu do českého divadelního prostředí snaží o důsledné dodržení principů a pravidel poetiky japonského kjógenu. Je zachováno tradiční pravidlo, že mohou vystupovat jen muži, a proto je herecký soubor Divadla kjógen sestaven pouze z herců. Užívané tradiční kostýmy, a rekvizity příznačné pro frašku kjógen jsou ve větší míře originály dovezené z Japonska.
Herecká technika tohoto žánru je velmi specifická. Herci Divadla kjógen absolvovali studium těchto technik pod vedením profesionálního herce Šigejamy Šimeho. Jelikož žánr kjógen nevyužívá hudbu, světa a velké množství rekvizit, herci se učí vše ztvárnit přesným pohybem bez nadužití rekvizit a světelných či zvukových efektů. Jevištní mluva je zcela odlišná od činoherního mluveného projevu. Vyznačuje se především pomalostí a hlasitostí.

## Specifika souboru
V České republice se jedná o jediný soubor, který se věnuje pravidelnému uvádění japonských frašek kjógen v českém jazyce. Další organizace věnující se kjógenu ve světě je pařížské centrum ARTA, Mezinárodní centrum divadelní antropologie ISTA v Itálii a The Theatre of Yúgen, sídlící v San Francisku. Divadlo kjógen však jako jediné dlouhodobě spolupracuje s japonskými divadelníky, kteří navštěvují členy souboru a podílejí se na zkoušení a vzniku nové frašky, která je následně předvedena českému publiku a stává se součástí repertoáru Divadla kjógen.
Mimo tradiční japonský kjógen se soubor věnuje i jarmarečním, plenérovým divadelním projektům (Sochy svatých, Kvítky svatého Františka), nebo projektům inspirujících se v divadle nó (Slepci, Student a volavka, Noc pod skálou).
Divadlo kjógen pravidelně jednou za dva roky hostuje v Japonsku, především v Kjótu, Ócu a Tokiu. 

## Repertoár
Divadlo má na repertoáru šestnáct tradičních frašek kjógen, hry inspirované poetikou divadla nó a kjógen (H. Krejčí: Student a volavka, H: Krejčí: Noc pod skálou, M. Ghelderode: Slepci, H. Krejčí: Guru z hlavního města) a hry vymykající se poetice žánru nó a kjógen (Kvítky sv. Františka, Lidová hra o sv. Jiří, Sochy svatých). 
Výběr frašek konzultují divadelníci s japonským mistrem Šigejamou Šimem a nebo s jeho syny (Šigejamou Ippeyem, Šigejamou Motohikem). Do české verze je hra přeložena japanistou a překladatelem Ondřejem Hýblem a následně upravena členy souboru. Každé celovečerní představení je složeno ze tří, pokaždé jiných, frašek kjógen, které má divadlo na repertoáru a z popularizačně-naučného úvodu. 

### Fraškykjógenna repertoáru
- Bóšibari (Připoutaný k tyči)
- Busu (Lahodný jed)
- Čidori (Kulíci)
- Fukuró (Sovy)
- Honekawa (Mnich, kostra a její obal)
- Inabadó (Chrám Inaba)
- Jobikoe (Hlas za dveřmi)
- Kagjú (Hlemýžď)
- Kaki jamabuši (Horská asketa zlodějem tomelů)
- Kobu uri (Prodavač řas)
- Kódži (Mandarinky)
- Kusabira (Houby)
- Kučimane (Papouškování)
- Sado kicune (Lišky z ostrova Sado)
- Susugigawa (Velké prádlo)
- Šimizu (Horský pramen)[10]

### Hry inspirované divadlemnó a kjógen
- Noc pod skálou
- Slepci
- Student a volavka
- Guru z hlavního města[10]

### Další projekty
- Kvítky svatého Františka
- Lidová hra o sv. Jiří
- Sochy svatých[10]

## Prostor
Divadlo kjógen nemá domovskou scénu. Představení se konají především v brněnském Buranteatru, dříve v HaDivadle, v Divadle Husa na provázku; v Praze v Divadle Na Prádle. Mimo pravidelná hraní v Brně a Praze hostuje soubor v mnoha dalších městech České republiky. Průměrný počet odehraných představení činí padesát představení za rok.

## Projekty

### Workshopy
Přibližně jednou ročně připravuje soubor Divadla kjógen workshop hereckých technik žánru kjógen pro veřejnost, kde seznamuje zájemce o tento tradiční žánr se základními pohybovými technikami a principy. Současně realizuje workshopy práce s tradičním divadelním kostýmem.
Herci divadla také pravidelně vyučují žánr kjógen amatérské studenty. 

### Dětské studio
V roce 2014 zahájilo svoji činnost pod vedením herců Divadla kjógen Dětské studio, ve kterém se děti formou hry učí základům japonského tradičního divadla kjógen, jednoduchým japonským tancům a v závěru secvičují divadelní hru. V roce 2018 probíhaly jednou týdně pravidelné zkoušky a to buď v prostorách zkušebny Divadla kjógen nebo v prostorách Moravské galerie v Brně. Výsledek byl prezentován 17. února 2018 v Dietrichštejnském paláci MZM a 1. června 2018 v Klubu Rosnička v Brně. Dětskému studiu se dostala i řada ocenění především od Setsuko Othaky, předsedkyně Středoevropské asociace nó a kjógen a mistra tradiční školy Ókura Šigejamy Šimeho z Kjóta. 

## Ocenění
V lednu 2016 se dostalo Divadlu kjógen mimořádného ocenění: institutem divadla nó a kjógen při Univerzitě Hosei byla souboru udělena cena za mimořádné výsledky v oblasti popularizace a výzkumu frašek kjógen. Tokijská Univerzita Hósei a tamější institut The Nogami Memorial Noh Theatre research Institute jsou profesionální instituce a Divadlo kjógen je první nejaponský laureát této ceny za 26 let její historie. 

## Členové uměleckého souboru
Mezi současné členy hereckého souboru patří Igor Dostálek, Ondřej Havlík, Ondřej Hýbl, Michal Chovanec, Radek Odehnal, Tomáš Pavčík, Jiří Pečánka, Karel Šmerek a Jakub Urbánek. O kostýmy se starají Klára Poskočilová a Jitka Zemanová. 